# Jazda po muldach podwójnych
Jazda po muldach podwójnych – jedna z konkurencji narciarstwa dowolnego. Jest modyfikacją jazdy po muldach. Również tutaj trasa to  250-metrowy stok pokryty muldami. Różnica polega na tym, że na trasie rywalizuje dwóch zawodników jednocześnie, na równoległych torach. Na trasie zjazdu znajdują się dwie skocznie, na których zawodnicy wybijają się i wykonują w powietrzu ewolucje. Zawodnicy zostają sklasyfikowani na podstawie czasu przejazdu oraz ocen sędziowskich za wykonane ewolucje. Podczas każdego z wyskoków zawodnicy wykonują dwie lub trzy różne figury.
W przeciwieństwie do jazdy po muldach jazda po muldach podwójnych nie jest dyscypliną olimpijską, choć rozgrywana jest zarówno w ramach Pucharu Świata w narciarstwie dowolnym jak i mistrzostw świata w narciarstwie dowolnym.